# توبیاس کارلسون (بازیکن هندبال)
توبیاس کارلسون (انگلیسی: Tobias Karlsson؛ زادهٔ ۴ ژوئن ۱۹۸۱) بازیکن هندبال اهل سوئد است.